# تروكي (كاليفورنيا)
تروكي (بالإنجليزية: Truckee)‏ هي إحدى مدن مقاطعة نيفادا، كاليفورنيا. تم إعطاءها لقب مدينة في 23 مارس، 1993.

## التركيبة السكانية
حدّد مكتب تعداد الولايات المتحدة بيانات التركيبة السكانية لتروكي في تعداد الولايات المتحدة. في ما يلي، التركيبة السكانية حسب تعدادي 2000 و2010.

### تعداد عام 2000
بلغ عدد سكان تروكي 13,864 نسمة بحسب تعداد عام 2000، وبلغ عدد الأسر 5,149 أسرة وعدد العائلات 3,561 عائلة مقيمة في البلدة. في حين سجلت الكثافة السكانية 159 نسمة لكل كيلومتر مربع (411.8/ميل2). وبلغ عدد الوحدات السكنية 9,757 وحدة بمتوسط كثافة قدره 111.9 لكل كيلومتر مربع (289.8/ميل2).
وتوزع التركيب العرقي للبلدة بنسبة 88.39% من البيض و0.25% من الأمريكيين الأفارقة و0.59% من الأمريكيين الأصليين و0.87% من الأمريكيين ذوي الأصول الآسيوية و0.17% من سكان جزر المحيط الهادئ و7.57% من الأعراق الأخرى و2.16% من عرقين مختلطين أو أكثر و12.79% من الهسبانيون أو اللاتينيون من أي عرق.
بلغ عدد الأسر 5,149 أسرة كانت نسبة 38.6% منها لديها أطفال تحت سن الثامنة عشر تعيش معهم، وبلغت نسبة الأزواج القاطنين مع بعضهم البعض 58.2% من أصل المجموع الكلي للأسر، ونسبة 6.7% من الأسر كان لديها معيلات من الإناث دون وجود شريك، بينما كانت نسبة 4.3% من الأسر لديها معيلون من الذكور دون وجود شريكة وكانت نسبة 30.8% من غير العائلات. تألفت نسبة 18.7% من أصل جميع الأسر من عدة أفراد يعيشون في نفس المنزل ونسبة 3.2% كانت تتألف من شخص يعيش بمفرده يبلغ من العمر 65 عاماً أو أكثر. وبلغ متوسط حجم الأسرة المعيشية 2.68، أما متوسط حجم العائلات فبلغ 3.09.
بلغ العمر الوسطي للسكان 35.3 عاماً. وكانت نسبة 26.7% من القاطنين تحت سن الثامنة عشر، وكانت نسبة 7% بين الثامنة عشر والرابعة والعشرين عاماً، ونسبة 36.8% كانت واقعةً في الفئة العمرية ما بين الخامسة والعشرين والرابعة والأربعين عاماً، ونسبة 24% كانت ما بين الخامسة والأربعين والرابعة والستين، ونسبة 5.3% كانت ضمن فئة الخامسة والستين عاماً فما فوق. يوجد لكل 100 أنثى 112.4 ذكر، ويوجد لكل 100 أنثى في الثامنة عشر من عمرها فما فوق 112.4 ذكر.
بلغ متوسط دخل الأسرة في البلدة 58,848 دولارًا، أما متوسط دخل العائلة فبلغ 62,746 دولارًا. وكان متوسط دخل الذكور 38,631 دولارًا مقابل 29,536 دولارًا للإناث. وسجل دخل الفرد الخاص بالبلدة 26,786 دولارًا. وكانت نسبة 2.8% من العائلات ونسبة 4.6% من السكان تحت خط الفقر، وكان من هؤلاء نسبة 6.2% تحت سن الثامنة عشر ونسبة 2% في الخامسة والستين من العمر وما فوق.

### تعداد عام 2010
بلغ عدد سكان تروكي 16,180 نسمة بحسب تعداد عام 2010، وبلغ عدد الأسر 6,343 أسرة وعدد العائلات 4,168 عائلة مقيمة في البلدة. في حين سجلت الكثافة السكانية 185.6 نسمة لكل كيلومتر مربع (480.7/ميل2). وبلغ عدد الوحدات السكنية 12,803 وحدة بمتوسط كثافة قدره 146.8 لكل كيلومتر مربع (380.2/ميل2).
وتوزع التركيب العرقي للبلدة بنسبة 86.48% من البيض و0.37% من الأمريكيين الأفارقة و0.59% من الأمريكيين الأصليين و1.49% من الأمريكيين ذوي الأصول الآسيوية و0.09% من سكان جزر المحيط الهادئ و8.84% من الأعراق الأخرى و2.14% من عرقين مختلطين أو أكثر و18.64% من الهسبانيون أو اللاتينيون من أي عرق.
بلغ عدد الأسر 6,343 أسرة كانت نسبة 33.7% منها لديها أطفال تحت سن الثامنة عشر تعيش معهم، وبلغت نسبة الأزواج القاطنين مع بعضهم البعض 54.3% من أصل المجموع الكلي للأسر، ونسبة 6.5% من الأسر كان لديها معيلات من الإناث دون وجود شريك، بينما كانت نسبة 5% من الأسر لديها معيلون من الذكور دون وجود شريكة وكانت نسبة 34.3% من غير العائلات. تألفت نسبة 21.8% من أصل جميع الأسر من عدة أفراد يعيشون في نفس المنزل ونسبة 4.3% كانت تتألف من شخص يعيش بمفرده يبلغ من العمر 65 عاماً أو أكثر. وبلغ متوسط حجم الأسرة المعيشية 2.54، أما متوسط حجم العائلات فبلغ 2.98.
بلغ العمر الوسطي للسكان 38.0 عاماً. وكانت نسبة 23.3% من القاطنين تحت سن الثامنة عشر، وكانت نسبة 7% بين الثامنة عشر والرابعة والعشرين عاماً، ونسبة 31.1% كانت واقعةً في الفئة العمرية ما بين الخامسة والعشرين والرابعة والأربعين عاماً، ونسبة 30.8% كانت ما بين الخامسة والأربعين والرابعة والستين، ونسبة 7.8% كانت ضمن فئة الخامسة والستين عاماً فما فوق. وتوزع التركيب الجنسي للسكان بنسبة 52.1% ذكور و47.9% إناث.

## المناخ
يظهر الجدول التالي التغييرات المناخية على مدار السنة لتروكي:
| البيانات المناخية لـتروكي                                                                                           | البيانات المناخية لـتروكي | البيانات المناخية لـتروكي | البيانات المناخية لـتروكي | البيانات المناخية لـتروكي | البيانات المناخية لـتروكي | البيانات المناخية لـتروكي | البيانات المناخية لـتروكي | البيانات المناخية لـتروكي | البيانات المناخية لـتروكي | البيانات المناخية لـتروكي | البيانات المناخية لـتروكي | البيانات المناخية لـتروكي | البيانات المناخية لـتروكي |
| الشهر | يناير                     | فبراير                    | مارس                      | أبريل                     | مايو                      | يونيو                     | يوليو                     | أغسطس                     | سبتمبر                    | أكتوبر                    | نوفمبر                    | ديسمبر                    | المعدل السنوي             |
| --- | ------------------------- | ------------------------- | ------------------------- | ------------------------- | ------------------------- | ------------------------- | ------------------------- | ------------------------- | ------------------------- | ------------------------- | ------------------------- | ------------------------- | ------------------------- |
| الدرجة القصوى °ف (°م)                                                                                               | 64 (18)                   | 68 (20)                   | 73 (23)                   | 80 (27)                   | 88 (31)                   | 95 (35)                   | 104 (40)                  | 99 (37)                   | 96 (36)                   | 90 (32)                   | 77 (25)                   | 76 (24)                   | 104 (40)                  |
| متوسط درجة الحرارة الكبرى °ف (°م)                                                                                   | 40.9 (4.9)                | 44.6 (7.0)                | 48.7 (9.3)                | 55.3 (12.9)               | 64.4 (18.0)               | 74.0 (23.3)               | 82.7 (28.2)               | 82.2 (27.9)               | 75.1 (23.9)               | 64.0 (17.8)               | 48.9 (9.4)                | 41.2 (5.1)                | 60.2 (15.7)               |
| متوسط درجة الحرارة الصغرى °ف (°م)                                                                                   | 16.3 (−8.7)               | 18.5 (−7.5)               | 23.0 (−5.0)               | 26.7 (−2.9)               | 32.4 (0.2)                | 38.2 (3.4)                | 42.4 (5.8)                | 41.9 (5.5)                | 36.4 (2.4)                | 29.1 (−1.6)               | 22.4 (−5.3)               | 16.6 (−8.6)               | 28.7 (−1.8)               |
| أدنى درجة حرارة °ف (°م)                                                                                             | −20 (−29)                 | −28 (−33)                 | −13 (−25)                 | 0 (−18)                   | 10 (−12)                  | 19 (−7)                   | 15 (−9)                   | 20 (−7)                   | 16 (−9)                   | 4 (−16)                   | −4 (−20)                  | −22 (−30)                 | −28 (−33)                 |
| الهطول إنش (مم) | 5.35 (136)                | 5.30 (135)                | 4.43 (113)                | 1.93 (49)                 | 1.33 (34)                 | 0.66 (17)                 | 0.41 (10)                 | 0.52 (13)                 | 1.00 (25)                 | 1.75 (44)                 | 3.83 (97)                 | 4.34 (110)                | 30.85 (783)               |
| متوسط تساقط الثلوج إنش (سم)                                                                                         | 46.4 (118)                | 39.7 (101)                | 36.2 (92)                 | 17.6 (45)                 | 4.5 (11)                  | 0.5 (1.3)                 | 0 (0)                     | 0 (0)                     | 0.4 (1.0)                 | 3.0 (7.6)                 | 17.7 (45)                 | 38.3 (97)                 | 204.3 (518.9)             |
| متوسط أيام هطول الأمطار (≥ 0.01 inch)                                                                               | 10.9                      | 10.7                      | 11.4                      | 8.7                       | 7.3                       | 4.2                       | 2.4                       | 2.7                       | 4.2                       | 5.4                       | 9.0                       | 10.1                      | 87                        |
| متوسط الأيام المثلجة (≥ 0.1 inch)                                                                                   | 7.9                       | 8.0                       | 7.3                       | 4.5                       | 1.8                       | 0.3                       | 0.0                       | 0.0                       | 0.2                       | 1.2                       | 5.1                       | 6.9                       | 43.2                      |
| المصدر #1: NOAA (normals, 1971–2000)                                                                                |                           |                           |                           |                           |                           |                           |                           |                           |                           |                           |                           |                           |                           |
| المصدر #2: The Weather Channel (extremes) Truckee Ranger Stn, California (Period of Record Monthly Climate Summary) |                           |                           |                           |                           |                           |                           |                           |                           |                           |                           |                           |                           |                           |

## أعلام
- ترافيس غانونغ
- ستايسي كوك
- ويليام باتلر
- ماركو سوليفان
- دوغلاس كيلي
- ريتشارد إيرل تومسون